# Повіт Накаґамі
Пові́т Накаґа́мі (яп. 中頭郡, なかがみぐん, МФА: [nakagamʲi guɴ]) — повіт в Японії, в префектурі Окінава. До складу повіту входять містечка Кадена, Нішіхара і Чятан, й села Йомітан, Кіта-Накаґусуку та Накаґусуку. Станом на 1 липня 2012 року його площа становила 106,82 км². Населення складало 149 628 осіб, а густота населення — 1400 осіб/км².